# Oxyria digyna
Oxyria digyna es una especie de planta herbácea de la familia Polygonaceae. Es una especie común en la tundra del Ártico. Más al sur en la Región Circumboreal, crece en las alturas en áreas montañosas del hemisferio norte como los Alpes, Sierra Nevada, y Cascade Range. 

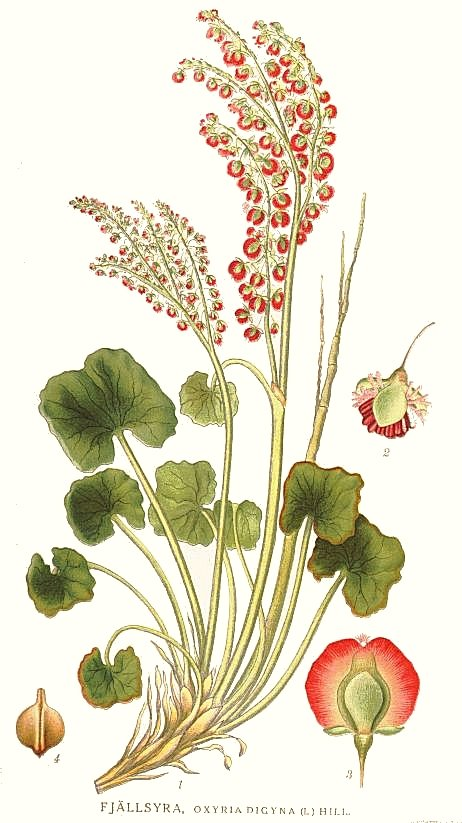
Ilustración

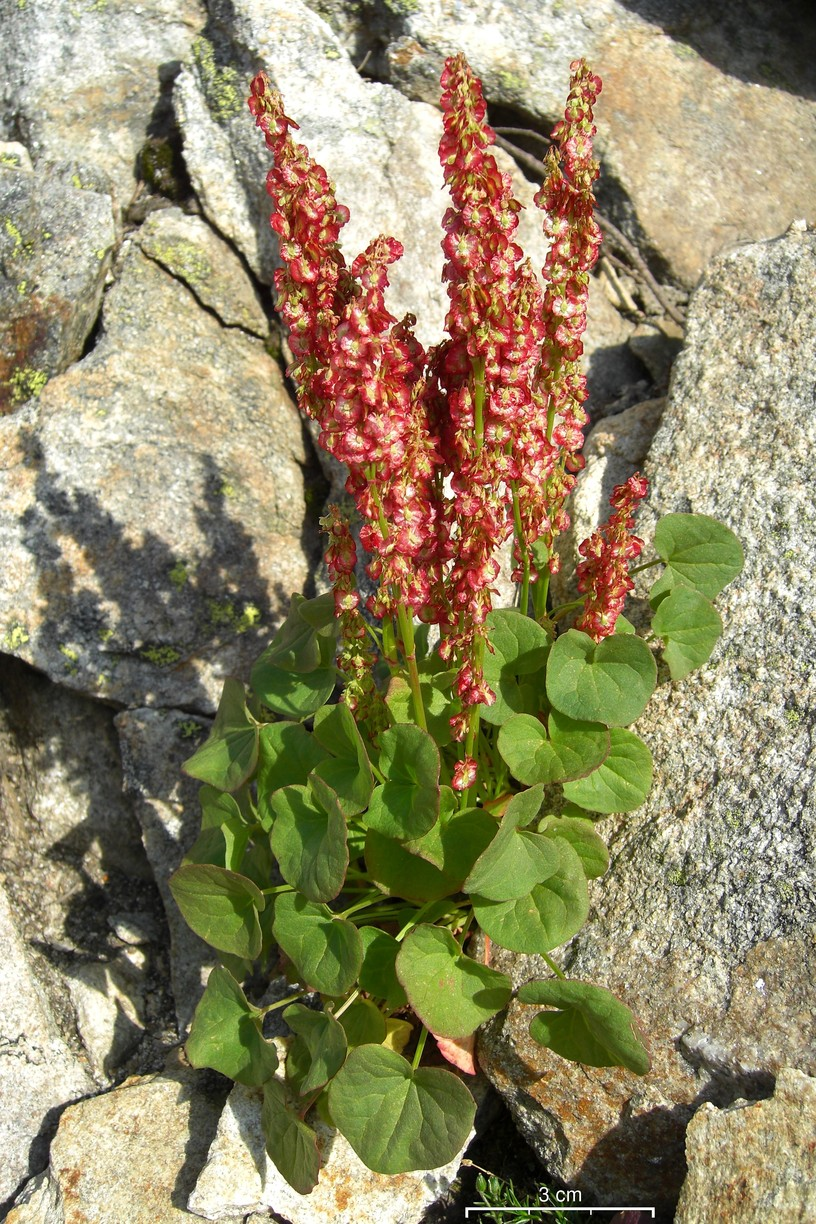
En su hábitat

## Descripción
Crece en matas densas, con tallos de 10-20 cm de altura. Tanto los tallos florales como los pecíolos son algo rojizos. Las hojas tienen forma de riñón, algo carnosas, en los tallos de la parte basal del tallo. Las flores son pequeñas, verde y rojizo más tarde, y se agrupan en un clúster vertical abierto. El fruto es una nuez pequeña, rodeada por un ala ancha que finalmente se vuelve roja. Por la formación de penachos densos, de color rojo, la planta es fácil de reconocer. 

## Hábitat
O. digyna crece en lugares húmedos protegidos por la nieve en invierno. 

## Usos
Las hojas tienen un sabor ácido fresco y son ricas en vitamina C, de la que contiene aproximadamente 36 mg por cada 100g. Fueron utilizados por los Inuit para prevenir y curar el escorbuto, y se puede utilizar en ensaladas. Las partes aéreas de la planta son comestibles cuando se cocinan.

## Taxonomía
Oxyria digyna fue descrita por (L.) John Hill y publicado en Hortus Kewensis 158. 1768.
Etimología
Oxyria: nombre genérico que proviene del griego y significa "agrio".
digyna: epíteto latino que significa "con dos ovarios".
Sinonimia
- Acetosa digyna (L.) Mill.
- Donia digyna (L.) R.Br.
- Donia sapida R.Br.
- Lapathum digynum (L.) Lam.
- Oxyria digyna f. elatior R. Br. ex Meisn.
- Oxyria elatior R. Br. ex Meissn.
- Oxyria reniformis Hook.
- Oxyria reniformis var. elatior Regel
- Rheum digynum (L.) Wahlenb.
- Rumex digynus L.
- Rumex reniformis Radde[5]